# Alois Funke
Alois Funke (5. ledna 1834 Litoměřice – 24. ledna 1911 Litoměřice) byl český politik německé národnosti, poslanec Českého zemského sněmu a Říšské rady.

## Životopis
Byl synem litoměřického obchodníka. Vystudoval práva na Vídeňské univerzitě a na Karlo-Ferdinandově univerzitě v Praze, kde roku 1861 získal titul doktora práv. Od roku 1869 provozoval advokátní praxi v Litoměřicích. Od roku 1864 zasedal v rodném městě v obecním zastupitelstvu a roku 1893 se stal starostou Litoměřic. Starostou zůstal až do své smrti roku 1911, přičemž roku 1897 se stal čestným měšťanem Litoměřic.
Jeho politický záběr ale přesahoval pouhý rámec komunální a regionální politiky. Od roku 1880 byl dlouhodobě poslancem Českého zemského sněmu, když toho roku uspěl v doplňovací volbě za kurii měst (obvod Litoměřice, Lovosice). Mandát obhájil opakovaně, i v zemských volbách roku 1895. Zasedal zde až do roku 1911.
V roce 1894 se stal poslancem Říšské rady (celostátní zákonodárný sbor), kde zastupoval městskou kurii, obvod Litoměřice, Lovosice atd. Nastoupil 22. února 1894 místo Antona Meißlera. Mandát obhájil za stejný okrsek ve volbách roku 1897 i volbách roku 1901. Zvolen byl i ve volbách roku 1907, konaných již podle všeobecného a rovného volebního práva, tedy bez kurií. Uspěl v okrsku Čechy 080. V Říšské radě pak usedl do poslanecké frakce Německý národní svaz (Deutscher Nationalverband). Ve vídeňském parlamentu setrval do své smrti roku 1911.
Po vstupu na Říšskou radu roku 1894 byl přijat za člena klubu Sjednocené německé levice, do kterého se spojilo několik ústavověrných (liberálně a centralisticky orientovaných) proudů. Z toho klubu vystoupil roku 1896. Později byl členem Německé pokrokové strany.
Politicky byl orientován jako liberál a německorakouský centralista (odpůrce českých státoprávních aspirací). Když se na zemském sněmu v květnu 1893 projednával návrh na zřízení krajského soudu v Trutnově, kterým by německé etnikum na severovýchodě Čech získalo soudní obvod oddělený od českého vnitrozemí, byl zpravodajem návrhu. V následné obstrukci, kterou proti tomuto záměru spustili čeští poslanci, došlo i na potyčky: „poslanec Brzorád sebral akta na stole a mrštil jimi proti zpravodaji Funkovi...“ Výrazně se profiloval i v debatách na Říšské radě roku 1897 okolo takzvaných Badeniho jazykových nařízení, která posilovala status češtiny coby úředního jazyka. V dubnu 1897 Funke jménem německých pokrokářů navrhl v Říšské radě zamítnutí návrhu. V době vrcholících emocí okolo Badeniho jazykových nařízení zároveň organizoval táborové hnutí mezi českými Němci (série masových demonstrací proti jazykovým nařízením).
Později usiloval o teritoriální rozhraničení Čech a utvoření etnicky německého administrativního území. Roku 1910 ho císař povýšil do šlechtického stavu (predikát von Elbstadt).